# ジュングランプリ
ジュングランプリは劇団前方公演墳、ヤンキーフォーから選抜された、小劇団、エンターテイメント集団。

## メンバー
- 坂崎愛（さかざき あい）
- 佐倉亜実（さくら あみ）
- 佐々木直美（ささき なおみ）
- 加藤武士（かとう たけし）
- 片山健（かたやま けん）
- 池田啓汰（いけだ けいた）
- 高橋二号（たかはし にごう）
- 堀川果奈（ほりかわ はてな）
- 川崎麻衣（かわさき まい）
- 川端伸和（かわばた のぶかず）
- 滝川恵理（たきがわ えり）
- 水沢果恵（すずき かえ）
- 本橋由衣（もとはし ゆい）
- 相川夏美（あいかわ なつみ）

## 概要
トミーズアーティストカンパニーが主催するイベントで定着したコントグループ。ストーリーは、劇中でトラブルが発生し物語が動き出す。途中で歌が何回か入り、最後はメンバー全員で大合唱するのがお決まりである。avexの歌手、鍵山由佳とのコラボレーションライブでイベント全体の構成がされている。基本構成はお芝居の舞台で出来ており、その中に歌やダンス、お笑いなどを取り入れている。

## 過去に登場したジュングランプリ内ユニットとキャラクター
- ヤンキーフォー（佐々木直美・佐倉亜実・堀川果奈）
- 青空墓地（池田啓汰・高橋二号・加藤武士）
- コーラス少女隊（鈴木麻衣花・堀川果奈・伊藤まゆ）
- ヘアーサロン木村（佐倉亜実・中井みちえ・堀川果奈・滝川恵理）
- ペロ（片山健）
- メデューサ（佐々木直美）
- HADASHI（池田啓汰・高橋二号・加藤武士・片山健・川端伸和）
- チーム太陽に吠えられる（加藤武士・堀川果奈・高橋二号・水沢果恵・本橋由衣・相川夏美・川端伸和）
- カワタケ（川崎麻衣・加藤武士）

## テレビ番組
- エンタの天使（日本テレビ） - 2008年7月27日（第5回）、キャッチコピーは「華のレディース魂☆」（ヤンキーフォーのみ出演）
- イツザイ（テレビ東京系） - DHCイメージガールオーディション（坂崎愛のみ出演）
- イツザイ（テレビ東京系） - 『インディーズ芸人オーディション』2009年3月28日。キャッチコピーは「夜露死苦」（ヤンキーフォーのみ出演）
- Goroプレゼンツ マイ・フェア・レディ（TBS）  - 2009年7月29日（ヤンキーフォーのみ出演）
- 獣拳戦隊ゲキレンジャーテレビ朝日（佐倉亜実のみ出演）
- 純情きらりNHK（佐倉亜実のみ出演）
- 中居正広の金曜日のスマたちへTBS（坂崎愛のみ出演）
- 独占!金曜日の告白フジテレビ（坂崎愛のみ出演）
- LOVE GAME 2009年 日本テレビ（坂崎愛、中井みちえ、池田啓汰、高橋二号、川端伸和、中村宏毅のみ出演）
- 女優魂 日本テレビ（中井みちえのみ出演）
- 東京DOGS（池田啓汰のみ出演）

### CM
- 三菱自動車工業2008年（佐倉亜実のみ出演）
- niscom2005年（坂崎愛のみ出演）
- NTTdocomo「Fシリーズ」（中井みちえのみ出演）